# Rivera de Calaboza
La rivera de Calaboza, también llamada rivera de Peramora y rivera de Alcalaboza,  es un río del suroeste de la península ibérica perteneciente a la cuenca hidrográfica del Guadiana, que transcurre en su totalidad por el territorio del noroeste de la provincia de Huelva (España). 

## Curso
La Calaboza nace en la sierra Alcalaboza. Realiza un recorrido de unos 64 km en dirección este-oeste a través de los términos municipales de Cortegana, Aroche y Rosal de la Frontera, donde desemboca en el río Chanza, en la frontera con Portugal. 
Recibe por la margen derecha a la rivera del Aserrador.